# Triaenophora integra
Triaenophora integra là một loài thực vật có hoa trong họ Mã đề. Loài này được (H.L. Li) Ivanina miêu tả khoa học đầu tiên năm 1955.